# Deutscher Federball-Verband
Der Deutsche Federball-Verband war die oberste nationale administrative Organisation in der Sportart Badminton in der DDR. Der Verband wurde am 11. Januar 1958 gegründet.

## Geschichte
Badminton, in der DDR als Federball bezeichnet, wurde in der DDR seit 1955 gespielt. Während der Olympischen Sommerspiele 1956 inserierte der Verein Traktor Doberlug-Kirchhain unter Leitung von Uhrmachermeister Herbert Tzschirich im Deutschen Sportecho, dass ein Gegner für einen Federball-Wettkampf gesucht wird. Beim ersten Versuch meldete sich kein Gegner, beim zweiten gleich zwei für einen Termin. Die Doberlug-Kirchhainer spielten so an einem Tag gegen Berlin und gegen die HSG DHfK Leipzig. In der Folgezeit schossen Federballsektionen in der DDR wie Pilze aus dem Boden, unter ihnen auch die Sektion in der BSG Aktivist Tröbitz unweit von Doberlug-Kirchhain, welche zum Vorreiter in dieser Sportart im Osten Deutschlands wurde. Der ostdeutsche Verband selbst wurde 1958 gegründet und wurde auch im gleichen Jahr auch Mitglied der Badminton World Federation, damals noch als International Badminton Federation bekannt. 1960 wurde die erste Mannschaftsmeisterschaft ausgetragen, 1961 die ersten Einzelmeisterschaften. ausgetragen. In der Saison 1961/1962 hatte das Internationale Federballturnier in Tröbitz Premiere, 1973/1974 das Internationale Werner-Seelenbinder-Gedenkturnier. Der DFV wurde 1971 ebenfalls Mitglied im kontinentalen Dachverband Badminton Europe, damals noch unter European Badminton Union firmierend. Mit dem Ende der DDR 1990 war auch das Ende des Verbandes besiegelt und der DFV wurde am 1. Januar 1991 dem Deutschen Badminton-Verband angegliedert. 

## Bedeutende Veranstaltungen, Turniere und Ligen
- Internationales Werner-Seelenbinder-Gedenkturnier
- Internationales Federballturnier in Tröbitz
- DDR-Meisterschaft
- DDR-Oberliga
- DDR-Juniorenmeisterschaft im Badminton
- DDR-Juniorenmannschaftsmeisterschaft im Badminton
- DDR-Studentenmeisterschaft im Badminton
- DDR-Nachwuchsmeisterschaft im Badminton
- DDR-Seniorenmeisterschaft im Badminton
- FDGB-Pokal
- Silberner Federball

## Bedeutende Persönlichkeiten
- Günther Röblitz (Präsident 1958)
- Heinz Czerwinski (Präsident 1958 bis 1961)
- Werner Seufzer (Präsident 1961 bis 1990)
- Gerd Pigola (Präsident 1990)
- Herbert Tzschirich (Pionier der ersten Stunde)
- Heinz Fritzsche (Pionier der ersten Stunde)

## Publikationen
- Federball